# Dadawa
Dadawa (artiestennaam van Zhu Zheqin (朱哲琴)) is een Chinees zangeres en songwriter. Ze staat informeel ook wel bekend als de Chinese Enya en China’s Ry Cooder vanwege haar gebruik van wereldmuziek in haar optredens.

## Biografie
Dadawa werd geboren in Kanton. Ze heeft voor al haar albums samengewerkt met componist/producer He Xuntian. In 1994 reisden He Xuntian en Dadawa naar Tibet om onderzoek te doen naar Tibetaanse cultuur en geloof voor haar album Sister Drum. Dit album werd een internationaal succes, waarmee ze de eerste hedendaagse Chinese zangeres was wier muziek internationaal werd uitgebracht.
Dadawa heeft een reputatie opgebouwd als wereldreiziger en avonturier, waarbij ze wereldwijd kennis en ervaring opdoet over andere culturen. Ze houdt zich naast zingen ook bezig met journalistiek. Zo presenteerde ze de Chinese documentaireserie Into Africa.
Ze won een Aziatische MTV Award voor haar bijdragen aan Aziatische muziek.
In augustus 2006 bracht ze haar album Seven Days uit. Dit album was meer in de trant van traditioneel Chinese volksliederen. Ze werd voor het album in 2007 genomineerd voor een BBC World Music Award. Datzelfde jaar won ze de Tom.com award voor meest invloedrijke vrouw in Chinese muziek.
In januari 2009 werd Dadawa benoemd tot ambassadeur van het Ontwikkelingsprogramma van de Verenigde Naties, waarbij ze zich vooral zal richten op het behoud van etnische muziek en kunst.

## Discografie
- Yellow Children (黄孩子) (1992)
- Sister Drum (阿姐鼓) (1995)
- Voices From The Sky (央金玛) (1997)
- Seven Days (七日谈) (2006)
- Main Title Theme (一首|歌) (2007) – titelsong van Taiwans anime MAZU

Ze werkte ook mee aan enkele nummers van He Xuntians albums Paramita (波罗密多) (2002) en Tathagata (2008) .
- Bibliothèque nationale de France: cb14021536r (data)
- International Standard Name Identifier: 0000 0000 5517 8077
- Library of Congress Control Number: no98105095
- MusicBrainz: 00dd6cf6-0346-4ad6-af01-cfe65ee0c61a
- Virtual International Authority File: 305871823